# Корбу (Констанца)
Корбу (рум. Corbu) — село у повіті Констанца в Румунії. Адміністративний центр комуни Корбу.
Село розташоване на відстані 203 км на схід від Бухареста, 25 км на північ від Констанци, 124 км на південний схід від Галаца.

## Населення
За даними перепису населення 2002 року у селі проживала 4471 особа.
Національний склад населення села:
| Національність   | Кількість осіб | Відсоток |
| ---------------- | -------------- | -------- |
| румуни           | 4437           | 99,2%    |
| цигани           | 19             | 0,4%     |
| росіяни-липовани | 7              | 0,2%     |
| турки            | 6              | 0,1%     |

Рідною мовою назвали:
| Мова      | Кількість осіб | Відсоток |
| --------- | -------------- | -------- |
| румунська | 4449           | 99,5%    |
| циганська | 13             | 0,3%     |
| турецька  | 5              | 0,1%     |